# Pappardelle all'arrabbiata (singiel)
Pappardelle all'arrabbiata – singiel polskiego rapera Belmondawga, wydany 24 grudnia 2020 roku, poprzedzający jego minialbum Hustle As Usual. Utwór wyprodukował producent Expo 2000. 19 marca 2021 roku wydany został również remiksowy minialbum Pappardelle all'arrabbiata Remix, zawierający wyłącznie remiksy tytułowego utworu.

## Singiel
W grudniu 2024, nagranie uzyskało status złotego singla, sprzedając się w ponad 15 000 kopii. Utwór zdobył ponad 10 milionów odtworzeń w serwisie Spotify.
Za miksowanie i mastering odpowiada Michał „DJ Eprom” Baj.
Teledysk do utworu został opublikowany na platformie YouTube, 25 grudnia 2020. Klip nagrywany był we włoskiej miejscowości Lucca, za zdjęcia odpowiada Giovanni Colombini. Natomiast nagrania dźwiękowe zarejestrowano w Gdyni.
W singlu użyto sampla z piosenki „Talking Drums”, autorstwa amerykańskiego trębacza jazzowego Quincy'ego Jonesa z 1972 roku. Natomiast na płycie Hustle As Usual pojawił się remiks utworu wykonany przez Przemysława „1998” Jankowiaka.

### Twórcy
- Tytus „Belmondawg” Szyluk – wokal, słowa
- Jakub „Expo 2000” Janik – produkcja
- Michał „DJ Eprom” Baj – miksowanie, mastering
- Giovanni Colombini – wykonanie teledysku

## Pappardelle all'arrabbiata Remix

### Lista utworów
Źródło.
1. „Pappardelle all'arrabbiata (Urb Remix) – 2:12
2. „Pappardelle all'arrabbiata (Kixnare Remix)” – 3:54
3. „Pappardelle all'arrabbiata (1988 Remix)” – 2:23
4. „Pappardelle all'arrabbiata (Jordah Remix)” – 2:31
5. „Pappardelle all'arrabbiata (Klakson 2077 Remix)” – 2:56

### Twórcy
Źródło.
- Tytus „Belmondawg” Szyluk – wokal, słowa
- Michał „Urb” Urbowicz (Dinal) – produkcja (1)
- Łukasz „Kixnare” Maszczyński – produkcja (2)
- Przemysław „1988” Jankowiak – produkcja (3)
- Mateusz „Jordah” Gudel (Małe Miasta) – produkcja (4)
- „Młody Klakson” – produkcja (5)